# Golpe de Estado en Pakistán de 1999
El golpe de estado del 12 de octubre de 1999 en Pakistán, liderado sin derramamiento de sangre por el jefe del ejército Pervez Musharraf, derrocó al primer ministro electo Nawaz Sharif y su gobierno.
La toma del poder condujo a un régimen militar autoritario dominado por Musharraf durante casi nueve años, antes de que un movimiento de protesta y elecciones legislativas condujeran a su renuncia.
El 12 de octubre de 1999, Musharraf fue el instigador del golpe militar contra el gobierno civil de Nawaz Sharif, poco después del conflicto de Kargil, en un contexto tenso entre el poder civil y el poder militar. Nawaz Sharif había intentado reemplazar a Pervez Musharraf, entonces en un viaje a Sri Lanka como jefe de personal del ejército, con el director general de la Inteligencia de los Interservicios, Ziauddin Khawaja. Sin embargo, el ejército se mantuvo leal a Musharraf cuando Nawaz Sharif y otros miembros de su séquito fueron arrestados y enviados al exilio.
Pervez Musharraf se convirtió oficialmente en presidente de la República Islámica en 2001, consolidando su poder por un plebiscito y luego, sobre todo, por las elecciones legislativas de 2002, que establecieron un gobierno que lo apoya. La condena internacional es por otra parte general, pero se atenúa rápidamente cuando Pakistán ofrece su ayuda a Estados Unidos tras los atentados del 11 de septiembre de 2001. Se restablece un modo presidencial autoritario con una reforma de la Constitución. Musharraf gobernó el país de esta manera hasta 2008, cuando renunció bajo la presión de un nuevo gobierno civil.

## Acontecimientos
En las elecciones parlamentarias de 1997 en Pakistán, Nawaz Sharif y su partido PML-N salieron victoriosos, asegurando una mayoría de dos tercios en el parlamento. Su segundo mandato estuvo marcado por el fallo de la Corte Suprema de Pakistán, presidida por el presidente del Tribunal Supremo Sajjad Ali Shah. El Tribunal consideró la legalidad de la Enmienda 13 a la Constitución de Pakistán. Esta enmienda a la constitución fue aprobada por la Asamblea Nacional de Pakistán en abril de 1997. De acuerdo con esta enmienda, el primer ministro y no el presidente, como ocurría anteriormente, debe nombrar a los comandantes supremos de las fuerzas armadas paquistaníes (fuerza aérea, ejército y marina). Además, se derogó la Octava Enmienda a la Constitución. Esto se introdujo en la constitución en la época de la dictadura de Zia-ul-Haqs en 1985 y resultó en un aumento considerable del poder del presidente al facultarlo, si fuera necesario, para destituir al primer ministro y disolver la Asamblea Nacional.
El Presidente del Tribunal Supremo falló a favor de la legalidad del cambio. Sin embargo, Sajjad Ali Shah no estuvo exento de polémica como presidente del Tribunal Supremo, ya que había sido designado en 1994 por la entonces primera ministra Benazir Bhutto, eludiendo el principio de antigüedad que había sido habitual en el Tribunal Supremo hasta ese momento. Por lo tanto, muchos abogados pidieron su destitución. El partido de Nawaz Sharif apeló y el tribunal decidió suspender la aprobación de leyes. Nawaz Sharif no estaba contento con esta decisión. Nawaz Sharif debió ser convocado por el presidente del Tribunal Supremo por violar las reglas de la casa. En noviembre de 1997, Sharif compareció ante el tribunal, pero los partidarios de la PML-N irrumpieron en el edificio de la Corte Suprema de Pakistán, lo que obligó al Presidente del Tribunal Supremo a retirar su orden. La policía en Islamabad logró restaurar la ley y el orden. La Comisión Judicial inició entonces una investigación y decidió que el nombramiento del presidente del Tribunal Supremo Shah era ilegal. Posteriormente, el presidente del Tribunal Supremo Shah renunció como presidente del Tribunal Supremo. El entonces presidente Farooq Leghari, que apoyó a Sajjad Shah, también renunció cuando el jefe del ejército Jehangir Karamat y el jefe de la fuerza aérea Feroze Khan intervinieron para evitar una crisis estatal. Nawaz Sharif luego nominó a Saeeduzzaman Siddiqui como nuevo Presidente del Tribunal Supremo y le ofreció la presidencia a Rafiq Tarar. Nawaz Sharif depuso al entonces Jefe del Estado Mayor del Ejército Jehangir Karamat en 1998 cuando estaba dando un discurso a los estudiantes.
El despido de Sharif de Karamat fue criticado en el gabinete, y su relación con los militares también se deterioró. La destitución del jefe del ejército fue única en la historia de Pakistán. Después del saqueo de Karamat, Sharif decidió nombrar a Pervez Musharraf como nuevo jefe del ejército. Al año siguiente, las relaciones entre el gobierno y el ejército se deterioraron aún más cuando Nawaz Sharif invitó al primer ministro indio Atal Bihari Vajpayee a Lahore para mantener conversaciones de paz. El jefe del ejército, Musharraf, no estaba entusiasmado con la medida. Los soldados paquistaníes, bajo las órdenes de Musharraf, cruzaron la LdC e invadieron Kargil en 1999, casi desencadenando una guerra entre Pakistán e India. El ejército indio respondió con preparativos para la guerra, mientras que el gobierno indio presionó diplomáticamente a Nawaz Sharif para que retirara a los soldados. Musharraf y Sharif se culpan mutuamente por la situación en Kargil. En septiembre de 1999, Musharraf retiró por la fuerza al teniente Tariq Pervez. Pervez instó a Nawaz Sharif a actuar, de lo contrario, el ejército tomaría el poder.